# Expédition 16 (ISS)
Insigne de la mission
Équipage de l'expédition 16
Chronologie
Expédition 15 Expédition 17
Expédition 16 est la 16e mission vers la Station spatiale internationale. Six membres d'équipage se relayèrent pour participer à cette mission.

## Équipages

### Premier équipage (octobre 2007)
- Peggy Whitson (2) Commandant -  États-Unis
- Youri Malenchenko (4) Ingénieur de vol -  Russie
- Clayton Anderson (1) Ingénieur de vol -  États-Unis

### Second équipage (octobre 2007àfévrier 2008)
- Peggy Whitson (2) Commandant -  États-Unis
- Youri Malenchenko (4) Ingénieur de vol -  Russie
- Daniel Tani (2) Ingénieur de vol -  États-Unis

### Troisième équipage (février 2008àmars 2008)
- Peggy Whitson (2) Commandant -  États-Unis
- Youri Malenchenko (4) Ingénieur de vol -  Russie
- Léopold Eyharts (2) Ingénieur de vol -  France

### Quatrième équipage (mars 2008àavril 2008)
- Peggy Whitson (2) Commandant -  États-Unis
- Youri Malenchenko (4) Ingénieur de vol -  Russie
- Garrett Reisman (1) Ingénieur de vol -  États-Unis

Le chiffre entre parenthèses indique le nombre de vols spatiaux effectués par l'astronaute, Expédition 16 incluse.

## Sorties dans l'espace
1. 9 novembre 2007 - Peggy Whitson/Youri Malenchenko, 6 heures et 55 minutes
2. 20 novembre 2007 - Whitson/Daniel Tani, 7 heures et 16 minutes
3. 24 novembre 2007 - Whitson/Daniel Tani, 7 heures et 4 minutes
4. 18 décembre 2007 - Whitson/Daniel Tani, 6 heures et 56 minutes
5. 30 janvier 2008 - Whitson/Daniel Tani, 7 heures et 10 minutes

Total : 35 heures et 21 minutes